# Kisielnica krążkowata

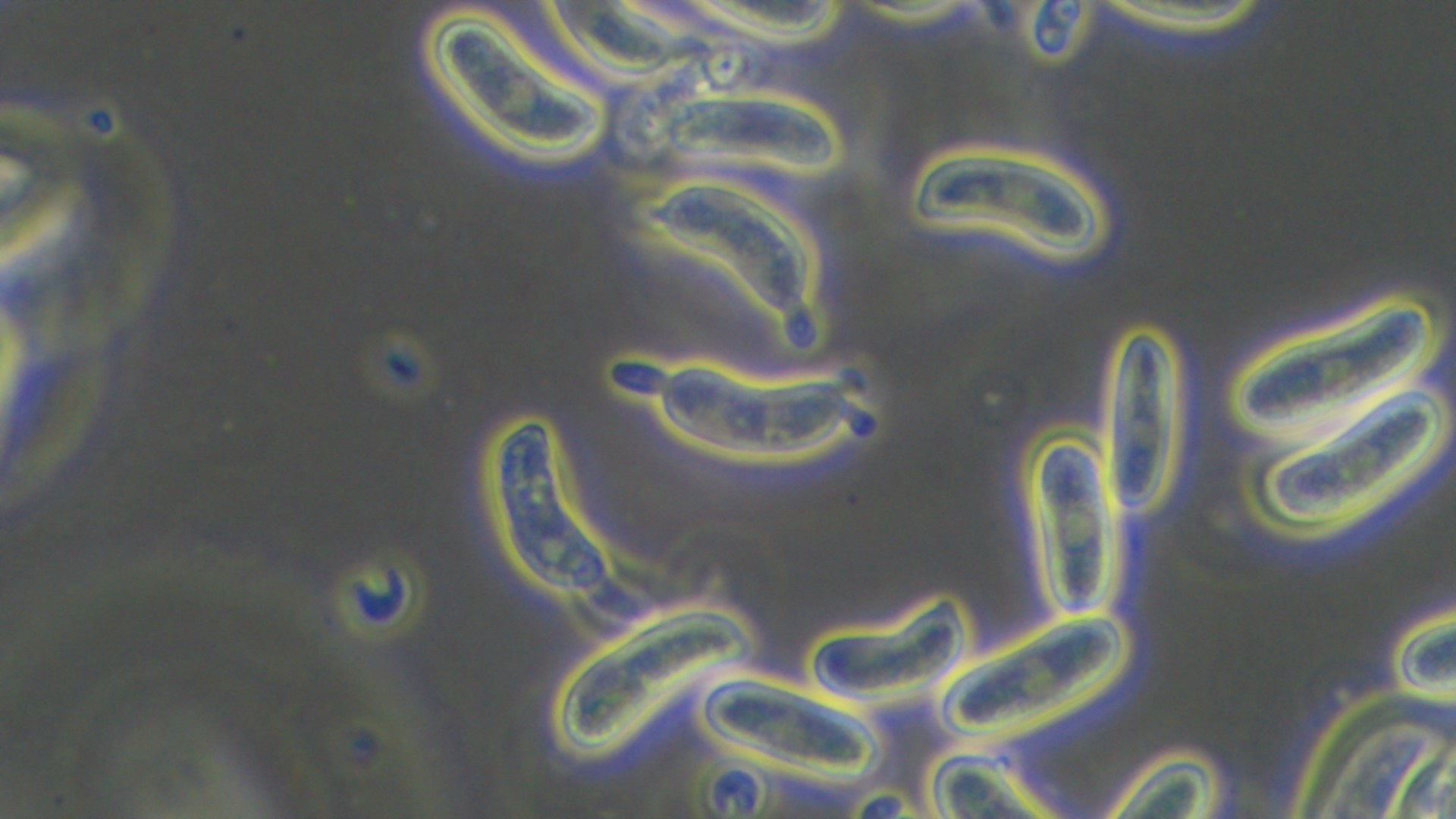
Zarodniki

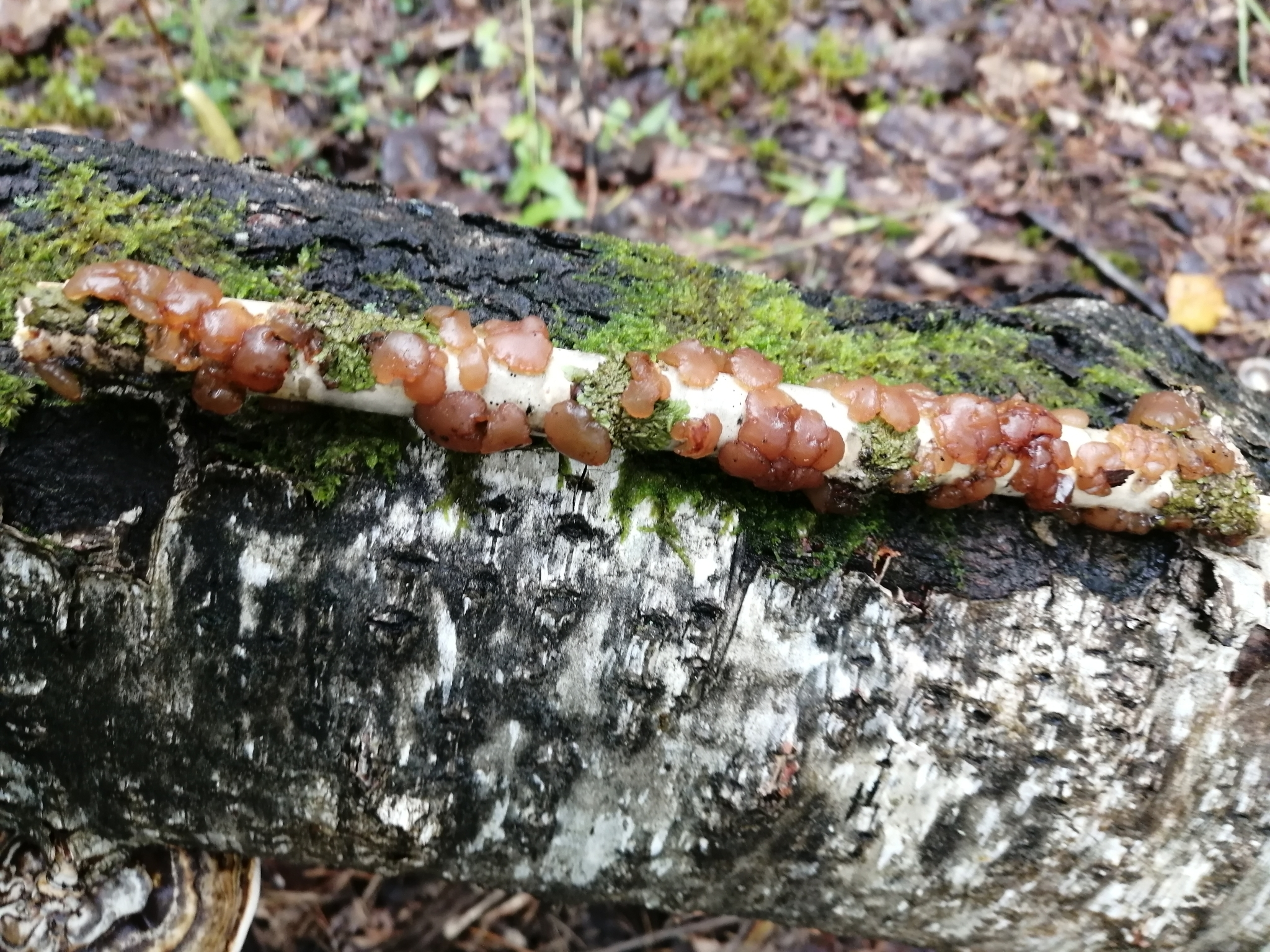

Kisielnica krążkowata (Exidia repanda Fr.) – gatunek grzybów z rzędu uszakowców (Auriculariales).

## Systematyka i nazewnictwo
Pozycja w klasyfikacji według Index Fungorum: Exidia, Auriculariaceae, Auriculariales, Auriculariomycetidae, Agaricomycetes, Agaricomycotina, Basidiomycota, Fungi.
Takson ten w 1828 r. opisał Elias Fries. Synonimy:
- Exidia repanda var. latispora J.Aug. Schmitt 2020
- Tremella repanda (Fr.) Spreng. 1827
- Ulocolla repanda (Fr.) Bres. 1932[2].

W 1977 r. Władysław Wojewoda nadał mu polską nazwę kisielec krążkowaty, w 1999 r. zmienił ją na kisielnica krążkowata.

## Morfologia
Owocniki
O nieregularnym kształcie i zaokrąglonych brzegach, z fałdami w kształcie mózgu, przyczepione do podłoża środkową częścią, galaretowate i lśniące przy wilgotnej pogodzie, wysychające, kurczące się i łuszczące podczas przedłużających się susz. Mają średnicę 1–2,5 cm i grubość około 0,5 cm. W wilgotnych warunkach mają barwę od jasnobrązowej do ciemnobrązowej, najczęściej są purpurowobrązowe.
Cechy mikroskopowe
Zarodnikii 12–14 × 2,5–3,5 µm. Kształtem podobne do gotowanych rodzynków lub kiełbaskowate.
Gatunki podobne
Kisielnica kędzierzawa (Exidia nigricans) również rozwija się na drewnie drzew liściastych, ale jest ciemniejsza. Kisielnica wierzbowa (Exidia recisa) ma owocniki o stożkowatym kształcie i rozwija się na wierzbach. Kisielnica karmelowata (Exidia saccharina) rozwija się drewnie iglastym.

## Występowanie i siedlisko
Stwierdzono występowanie kisielnicy krążkowatej w Ameryce Północnej, Europie i Azji. W Europie jest szeroko rozprzestrzeniona, jej zasięg ciągnie się od Hiszpanii po północne krańce Półwyspu Skandynawskiego i Islandię. W. Wojewoda w 2003 r. przytacza 10 jej stanowisk w Polsce. Znajduje się na Czerwonej liście roślin i grzybów Polski. Ma status E – gatunek zagrożony wymarciem, którego przeżycie jest mało prawdopodobne, jeśli nadal będą działać czynniki zagrożenia. Znajduje się na listach gatunków zagrożonych także w Niemczech i Danii.
Grzyb nadrzewny, saprotrof. Rozwija się na drewnie drzew liściastych, zwłaszcza olch i brzóz. Rośnie najczęściej w gęstych skupiskach, na martwych gałęziach, leżących na ziemi martwych pniach drzew, zwykle na dolnej ich stronie lub po bokach. Owocniki stają się widoczne podczas deszczowej pogody, podczas suszy wysychają i stają się na korze niezauważalne. Pojawiają się wiosną (od marca do maja) oraz późnym latem, jesienią i zimą (od sierpnia do marca).